# HMS Talybont (L18)
Le HMS Talybont (pennant number L18) est un destroyer d'escorte de classe Hunt de type III construit pour la Royal Navy pendant la Seconde Guerre mondiale

## Construction
Le Talybont est commandé le 28 juillet 1940 dans le cadre du programme d'urgence de la guerre de 1940 pour le chantier naval de J. Samuel White de Cowes sur l'Ile de Wight en Angleterre sous le numéro J6160. La pose de la quille est effectuée le 28 novembre 1942, le Talybont est lancé le 3 février 1943 et mis en service le 19 mai 1943.
Il est parrainé par la communauté civile de l'Ile de Anglesey pendant la campagne nationale du Warship Week (semaine des navires de guerre) en mars 1942.
Les navires de classe Hunt sont censés répondre au besoin de la Royal Navy d'avoir un grand nombre de petits navires de type destroyer capables à la fois d'escorter des convois et d'opérer avec la flotte. Les Hunt de type III se distinguent des navires précédents type I et II par l'ajout de 2 tubes lance-torpilles au milieu du navire. Pour compenser le poids des tubes lance-torpilles, seuls 2 supports de canons jumeaux de 4 pouces ont été installés, le canon en position "Y" a été retiré, le projecteur étant déplacé vers le pont arrière de l'abri en conséquence. Les Hunt de type III pouvaient être facilement identifiés car ils avaient une cheminée droite avec un sommet incliné et le mât n'avait pas de râteau. Quatorze d'entre eux ont vu leurs ailerons stabilisateurs retirés (ou non installés en premier lieu) et l'espace utilisé pour le mazout supplémentaire.
Le Hunt type III (comme le type II) mesure 80,54 m de longueur entre perpendiculaires et 85,34 m de longueur hors-tout. Le Maître-bau du navire mesure 9,60 m et le tirant d'eau est de 3,51 m. Le déplacement est de 1 070 t standard et de  1 510 t à pleine charge.
Deux chaudières Admiralty produisant de la vapeur à 2 100 kPa (21 bar) et à 327 °C alimentent des turbines à vapeur à engrenages simples Parsons qui entraînent deux arbres d'hélices, générant 19 000 chevaux (14 000 kW) à 380 tr/min. Cela donne une vitesse de 27 nœuds (50 km/h) au navire. 281 t de carburant sont transportés, ce qui donne un rayon d'action nominale de 2 560 milles marins (4 740 km) (bien qu'en service, son rayon d'action tombe à 1 550 milles marins (2 870 km)).
L'armement principal du navire est de quatre canons de 4 pouces QF Mk XVI (102 mm) à double usage (anti-navire et anti-aérien) sur trois supports doubles, avec un support avant et deux arrière. Un armement antiaérien rapproché supplémentaire est fourni par une monture avec des canons quadruple de 2 livres "pom-pom" MK.VII et trois  canons Oerlikon de 20 mm Mk. III montés dans les ailes du pont,. Jusqu'à 110 charges de profondeur pouvaient être transportées , avec deux goulottes de charge en profondeur et  quatre lanceurs de charge en profondeur constituent l'armement anti-sous-marin du navire. Le radar de type 291 et de type 285 sont installés, de même qu'une sonar de type 128,. Le navire avait un effectif de 168 officiers et hommes,.

## Histoire

### Seconde guerre mondiale

#### 1943
Après des essais d'acceptation et sa mise en service, le Talybont est affecté à Scapa Flow en mai 1943, où il rejoint la Home Fleet au sein de la 15e Flottille de destroyers et continue à être entièrement équipé. Puis il est transféré à Plymouth en juillet et rejoint la Flottille. Le navire est chargé de patrouiller et d'accompagner le transport côtier dans la Manche et de la mer du Nord.
Le 22 octobre, le Talybont rejoint le croiseur léger Charybdis (88) et les destroyers Rocket (H92), Grenville (R97), Stevenson (L16), Wensleydale (L86) et Limbourne (L57)) pour participer à l'opération Tunnel visant à empêcher le navire marchand allemand Munsterland de transporter du caoutchouc et des matériaux métalliques lors du blocus. Le plan opérationnel britannique est rapidement décrit, mobilisant les navires de guerre disponibles, tandis que le navire allemand est escorté par six dragueurs de mines et de deux patrouilleurs équipés de radar, puis augmenté de cinq torpilleurs. À la bataille de Sept-Îles le lendemain, le Charybdis coulé par des torpilles tandis que le Limbourne est gravement endommagé lorsque les chargeurs explosent et a été coulé par la suite. Il  revient à Plymouth le 24 octobre,,.
Le 2 décembre, le Talybont est endommagé par une collision avec un navire marchand et doit entrer en cale sèche pour des réparations.

#### 1944
Ayant achevé les réparations en janvier 1944, le Talybont reprend ses patrouilles et ses fonctions d'escorte pour le transport côtier. Le 5 février, il rejoint ses navires-jumeaux (sister ship)s  Tanatside (L69), Brissenden (L79) et Wensleydale (L86) pour lutter contre des torpilleurs et des dragueurs de mines ennemis au large des côtes bretonnes. En mai, le Talybont, le Tanatside et le Melbreak (L73) sont détachés à la Force O sous le commandement de l'US Navy et effectuent des exercices amphibies pour préparer l'opération Neptune, les opérations navales du débarquement en Normandie,,.
Début juin, le Talybont  se rend à Portland pour rejoindre le convoi O1 de la force amphibie. Le convoi navigue le 5 juin et, le 6 juin, il rejoint les cuirassés américains Texas (BB-35) et Arkansas (BB-33), le croiseur léger Glasgow (C21), les croiseurs Montcalm và Georges Leygues de la force française libre dans la composante Force C pour soutenir le débarquement à Omaha Beach. Dès le lendemain, il est chargé de tirer de son artillerie pour soutenir les forces terrestres, protéger les convois et les patrouilles dans la zone des Forces spéciales de l'Ouest,,.
Le 11 juin, le Talybont affronte deux torpilleurs Schnellboote pour protéger le convoi, et le 17 juin, il est légèrement endommagé par des tirs d'artillerie côtière ennemis au large des côtes de Cherbourg
Il est bombardé par des tirs de rivage les 1er et 3 juillet. Le 23 juillet, le Talybont,la frégate Thornborough (K574) et trois torpilleurs interceptent les navires ennemis évacuant leurs forces du Havre. Pendant un raid le 26 juillet, il coule un navire ennemi,,.
Le Talybont continue d'opérer dans la Manche jusqu'en octobre, date à laquelle il est transféré à la 16e flottille de destroyers basée à Harwich et chargé de patrouiller et d'escorter les transports en mer du Nord, tout en empêchant les mouilleurs de mines ennemis de pénétrer dans la zone de l'estuaire de la Tamise. Le Talybont rentre en  collision avec un navire marchand le 9 novembre, occasionnant un trou à l'arrière de la ligne de flottaison et est revenue à Chatham pour des réparations deux jours plus tard.

#### 1945
Après avoir terminé les réparations, le Talybont rejoint la flotte en février 1945, poursuivant ses fonctions de patrouille et d'escorte en mer du Nord. En mai, il doit être expédié en Extrême-Orient, il est donc réaménagé à Chatham, complété par du ballast pour accroître sa stabilité. En juillet, il se rend à Malte, en Méditerranée pour une refonte. Cependant, à la fin de la guerre, le projet de l'envoyer en Extrême-Orient est annulé et le navire a rejoint la Mediterranean Fleet (flotte méditerranéenne) basée à Malte.

### Après-guerre
En janvier 1947, le Talybont est gravement endommagé par une collision avec une épave sous-marine à Haïfa, en Israël. Il est réparé à Malte avant de retourner en Angleterre et est affecté dans la réserve de Portsmouth à la fin de 1947 et reste en réserve dans divers ports des îles britanniques pour le reste de sa carrière..
Le navire est  utilisé comme navire-école portuaire à Rosyth entre 1958 et 1960 avant d'être mis sur la liste de retrait en 1961. Il est vendu à BISCO et démantelé par Shipbreaking Industries à Charlestown près de Rosyth le 14 février 1961 avec une valeur de rebut de 19 950 £.

### Honneurs de bataille
- NORTH SEA  1943-44
- ENGLISH CHANNEL 1943-44
- NORMANDY 1944

### Commandement
- Lieutenant (Lt.) Edward Francis Baines (RN) du 30 mars 1943 au 31 juillet 1944
- Lieutenant (Lt.) John Arundell Holdsworth (RN) du 31 juillet 1944 à juin 1946